# Хешам Кандил
Хешам Мохамед Кандил (или Хишам Кандил) (р. 17 септември 1962 г.) е министър-председател на Египет. (назначен от президента Мохамед Морси на 24 юли 2012 г.) и министър на водните ресурси и напояването от 2011 до 2012 г.
Според „Ройтерс“ Кандил е политически независим и работи в администрацията на Морси, но не е публично разглеждано назначението му за министър-председател. Кандил е най-младият министър-председател на Египет от встъпването в длъжност на Гамал Абдел Насър през 1954 г.

## Образование
Кандил завършва бакалавърска степен по инженерство през 1984 г. в Университета в Кайро. След това получава магистърска степен по напояване и дренажно инженерство през 1988 г. в Университета в Юта. Завършва докторантура по биологична и селскостопанска техника през 1993 г. в Университета в Северна Каролина.

## Кариера
След дипломирането си през 1985 г. Кандил се присъединява към египетската държавна служба на водите. От 1999 г. до 2005 г. той служи като офис директор в администрацията на министъра на водните ресурси. Кандил има още няколко позиции. Участва в инициативата на басейна на река Нил и наблюдаващ член на отношенията Египет-Судан относно Нил. Изпълнява и длъжността началник на водните ресурси. Връща се в Египет след революцията, за да помогне с изграждането на новата държава. През 2011 г. е назначен за министър на водните ресурси.

## Министър-председател на Египет
На 24 юли 2012 г. е определен от Мохамед Морси за министър-председател на Египет. Назначението му се определя като неочаквано от арабските медии, включително и от The Majalla. На 2 август 2012 г. встъпва в длъжност като министър-председател на Арабската република Египет. Формира техническо контролирано правителство с няколко политически партии.
Кабинетът на Хешам Кандил е представен на 2 август 2012 г. Кандил е назначен от президента Мохамед Морси след оставката на премиера Кемал Ганзоури. Кабинетът включва 35 министри и е съставен от три партии: ислямистката Партия на свободата и справедливостта (FJP), умерено ислямистката Уасат и салафистката Партия на Възраждането. На 5 януари 2013 г. 10 министри биват сменени, което води до увеличаване на броя министри от Партия на свободата и справедливостта. По-конкретно министрите от тази партия стават 8 след промените. На 7 май 2013 г. отново 9 министри са сменени, което увеличава броя на министрите от Партията на свободата и справедливостта на 12 от общо 35.
На 6 юли 2013 г. постът министър-председател на Египет се поема от Мохамед ел-Барадей.

## Личен живот
Кандил е женен и има пет дъщери.